# Enes Demirović
Enes Demirović (Tolovići, 13 giugno 1972) è un ex calciatore bosniaco, di ruolo centrocampista.

## Statistiche

### Cronologia presenze e reti in nazionale
| Cronologia completa delle presenze e delle reti in nazionale ― Bosnia ed Erzegovina | Cronologia completa delle presenze e delle reti in nazionale ― Bosnia ed Erzegovina | Cronologia completa delle presenze e delle reti in nazionale ― Bosnia ed Erzegovina | Cronologia completa delle presenze e delle reti in nazionale ― Bosnia ed Erzegovina | Cronologia completa delle presenze e delle reti in nazionale ― Bosnia ed Erzegovina | Cronologia completa delle presenze e delle reti in nazionale ― Bosnia ed Erzegovina | Cronologia completa delle presenze e delle reti in nazionale ― Bosnia ed Erzegovina | Cronologia completa delle presenze e delle reti in nazionale ― Bosnia ed Erzegovina |
| Data                                                                                | Città                                                                               | In casa                                                                             | Risultato                                                                           | Ospiti                                                                              | Competizione                                                                        | Reti                                                                                | Note                                                                                |
| ----------------------------------------------------------------------------------- | ----------------------------------------------------------------------------------- | ----------------------------------------------------------------------------------- | ----------------------------------------------------------------------------------- | ----------------------------------------------------------------------------------- | ----------------------------------------------------------------------------------- | ----------------------------------------------------------------------------------- | ----------------------------------------------------------------------------------- |
| 30-11-1995                                                                          | Tirana                                                                              | Albania                                                                             | 2 – 0                                                                               | Bosnia ed Erzegovina                                                                | Amichevole                                                                          | -                                                                                   |                                                                                     |
| 24-4-1996                                                                           | Zenica                                                                              | Bosnia ed Erzegovina                                                                | 0 – 0                                                                               | Albania                                                                             | Amichevole                                                                          | -                                                                                   | 83’                                                                                 |
| 20-8-1997                                                                           | Sarajevo                                                                            | Bosnia ed Erzegovina                                                                | 3 – 0                                                                               | Danimarca                                                                           | Qual. Mondiali 1998                                                                 | -                                                                                   | 88’                                                                                 |
| 6-9-1997                                                                            | Zagabria                                                                            | Croazia                                                                             | 3 – 2                                                                               | Bosnia ed Erzegovina                                                                | Qual. Mondiali 1998                                                                 | -                                                                                   |                                                                                     |
| 10-9-1997                                                                           | Sarajevo                                                                            | Bosnia ed Erzegovina                                                                | 1 – 0                                                                               | Slovenia                                                                            | Qual. Mondiali 1998                                                                 | -                                                                                   | 82’                                                                                 |
| 5-11-1997                                                                           | Tirana                                                                              | Tunisia                                                                             | 2 – 1                                                                               | Bosnia ed Erzegovina                                                                | Amichevole                                                                          | -                                                                                   |                                                                                     |
| 14-5-1998                                                                           | La Plata                                                                            | Argentina                                                                           | 5 – 0                                                                               | Bosnia ed Erzegovina                                                                | Amichevole                                                                          | -                                                                                   |                                                                                     |
| 3-6-1998                                                                            | Skopje                                                                              | Macedonia del Nord                                                                  | 1 – 1                                                                               | Bosnia ed Erzegovina                                                                | Amichevole                                                                          | -                                                                                   | 47’                                                                                 |
| 10-10-1998                                                                          | Sarajevo                                                                            | Bosnia ed Erzegovina                                                                | 1 – 3                                                                               | Rep. Ceca                                                                           | Qual. Euro 2000                                                                     | -                                                                                   | 64’                                                                                 |
| 4-9-1999                                                                            | Sarajevo                                                                            | Bosnia ed Erzegovina                                                                | 1 – 2                                                                               | Scozia                                                                              | Qual. Euro 2000                                                                     | -                                                                                   | 77’                                                                                 |
| 8-9-1999                                                                            | Teplice                                                                             | Rep. Ceca                                                                           | 3 – 0                                                                               | Bosnia ed Erzegovina                                                                | Qual. Euro 2000                                                                     | -                                                                                   | 72’                                                                                 |
| 11-10-2000                                                                          | Tel Aviv                                                                            | Israele                                                                             | 3 – 1                                                                               | Bosnia ed Erzegovina                                                                | Qual. Mondiali 2002                                                                 | -                                                                                   | 73’                                                                                 |
| 2-6-2001                                                                            | Oviedo                                                                              | Spagna                                                                              | 4 – 1                                                                               | Bosnia ed Erzegovina                                                                | Qual. Mondiali 2002                                                                 | -                                                                                   | 83’                                                                                 |
| Totale                                                                              |                                                                                     | Presenze                                                                            | 13                                                                                  |                                                                                     | Reti                                                                                | 0                                                                                   |                                                                                     |

## Palmarès

### Club

#### Competizioni nazionali
- Campionato sloveno: 1

Gorica: 2005-2006